# 科蒂耶亞山脈

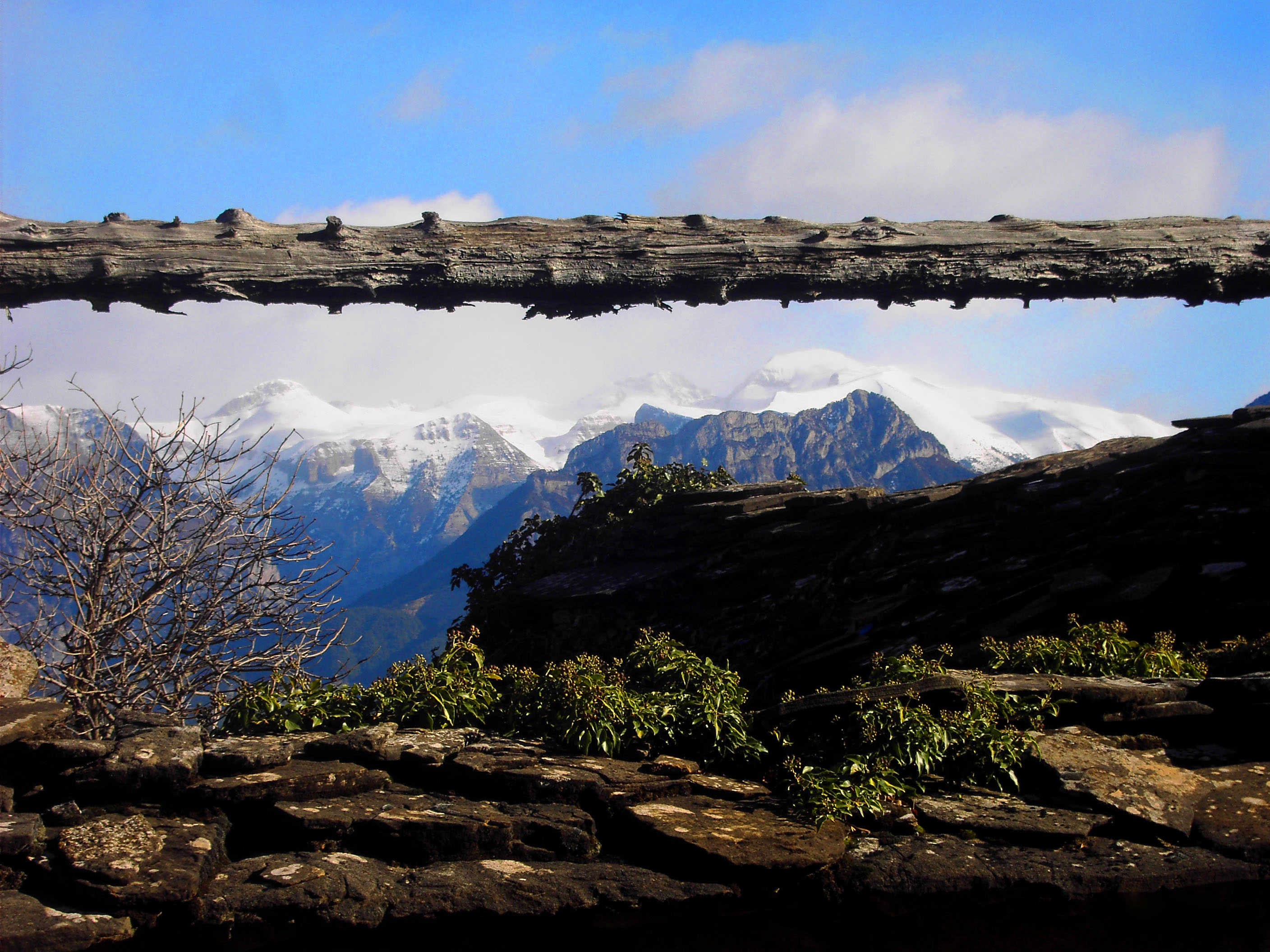

科蒂耶亞山脈（西班牙語：Cotiella），是西班牙的山脈，位於該國東北部阿拉貢自治區，屬於比利牛斯山的一部分，海拔高度2,912米，山體由石灰岩組成。